# 워싱턴주 박람회

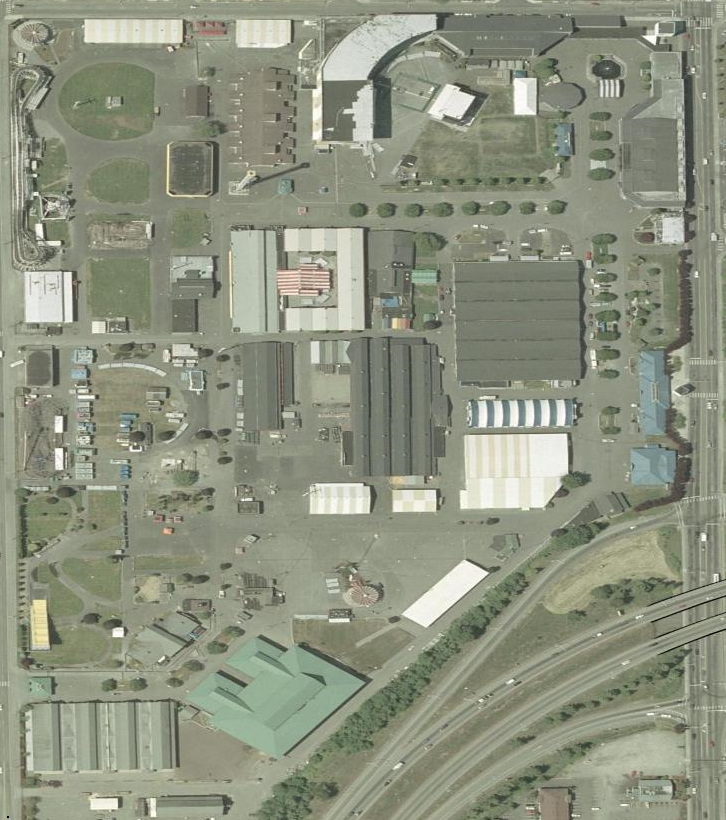
워싱턴 스테이트 페어그라운드의 2005년 항공 사진은 페어의 영구 구조물을 보여준다. SR 512는 이 사진의 남동쪽 모서리를 가로지르고, SR 161은 동쪽 가장자리를 형성한다.

워싱턴주 박람회(Washington State Fair)는 이전에 퓨앨럽 페어로 불렸으며, 미국 워싱턴주에서 매년 열리는 가장 큰 단일 명소이다. 이는 지속적으로 미국 내 10대 대규모 페어에 포함되며, 농업 및 목축 전시회, 놀이기구, 콘서트 시리즈를 포함한다. 워싱턴 스테이트 페어는 두 개의 연례 행사를 개최한다. 9월에 열리는 21일간의 워싱턴 스테이트 페어와 4월에 열리는 4일간의 2주간의 워싱턴 스테이트 스프링 페어이다. 부지와 시설은 일 년 내내 독립적인 행사 및 컨벤션을 위해 임대되기도 한다.
퓨앨럽 시에 위치한 이 페어그라운드는 시애틀에서 남쪽으로 35 마일 (56 km), 터코마에서 동쪽으로 10 마일 (16 km) 떨어진 레이니어산 근처에 있으며, 160 에이커 (0.65 km2) 면적을 차지하고 건물과 부지의 가치는 5천4백만 달러 이상이다. 이 시설은 일 년 내내 임대가 가능하여 지역 사회의 귀중한 자원이 된다. 또한 빅토리아 컨트리 크리스마스와 같은 다양한 계절 축제뿐만 아니라 경주, 콘서트, 자동차 쇼, 국제 스포츠맨 박람회를 포함한 스포츠 박람회도 개최한다. 이 부지에는 연중 55명의 직원이 고용되어 있다. 페어가 열리는 9월에는 7,500명 이상의 직원이 고용된다.

## 역사
페어는 "퓨앨럽 밸리 페어"라는 이름으로 시작되었으며, 첫 행사는 1900년 10월 4일부터 6일까지 열렸다. 1913년에는 "웨스턴 워싱턴 페어"로 이름이 변경되었지만, 1980년대 초까지는 주로 "퓨앨럽 페어"로 알려져 있었다. 2006년에 다시 "더 퓨앨럽 페어"로 이름이 변경되었고, 장소는 "더 퓨앨럽 페어 앤 이벤트 센터"로 알려지게 되었다. 2013년에는 현재의 이름인 "워싱턴 스테이트 페어"를 얻었지만, 마케팅 슬로건인 "Do the Puyallup"은 유지되었고 많은 지역 주민들은 여전히 페어를 이전 이름으로 부른다.
제2차 세계 대전 동안 페어는 열리지 않았다. 1941년 페어 이후 페어그라운드는 폐쇄되었고, 강제 수용소 시스템 내의 임시 집결지인 캠프 하모니를 설치한 군대에 의해 점거되었다. 시애틀-터코마 지역과 알래스카주 출신의 총 7,390명의 일본계 미국인들이 개조된 마구간과 인접한 주차장, 경마장 및 관람석 아래에 건설된 막사에 수용되었다. 1942년 9월, 일본계 미국인들은 다른 장소로 보내졌고 캠프는 철거되었다. 페어그라운드는 미 육군 943 통신 서비스 대대가 포트 루이스로 이전될 때까지 잠시 점거한 후 1946년까지 폐쇄되었는데, 그 해 페어는 개장일에 10만 명의 참가 기록을 세웠다.
페어의 2020년 시즌 취소는 코로나19 범유행으로 인해 2020년 7월 8일에 발표되었다. 이는 제2차 세계 대전 이후 페어가 취소된 첫 사례였다. 페어는 2021년에 마스크 착용 의무와 제한된 수용 인원으로 재개되었으며, 총 81만 6천 명의 방문객을 유치하여 20% 감소를 기록했다.

## 참가자 수

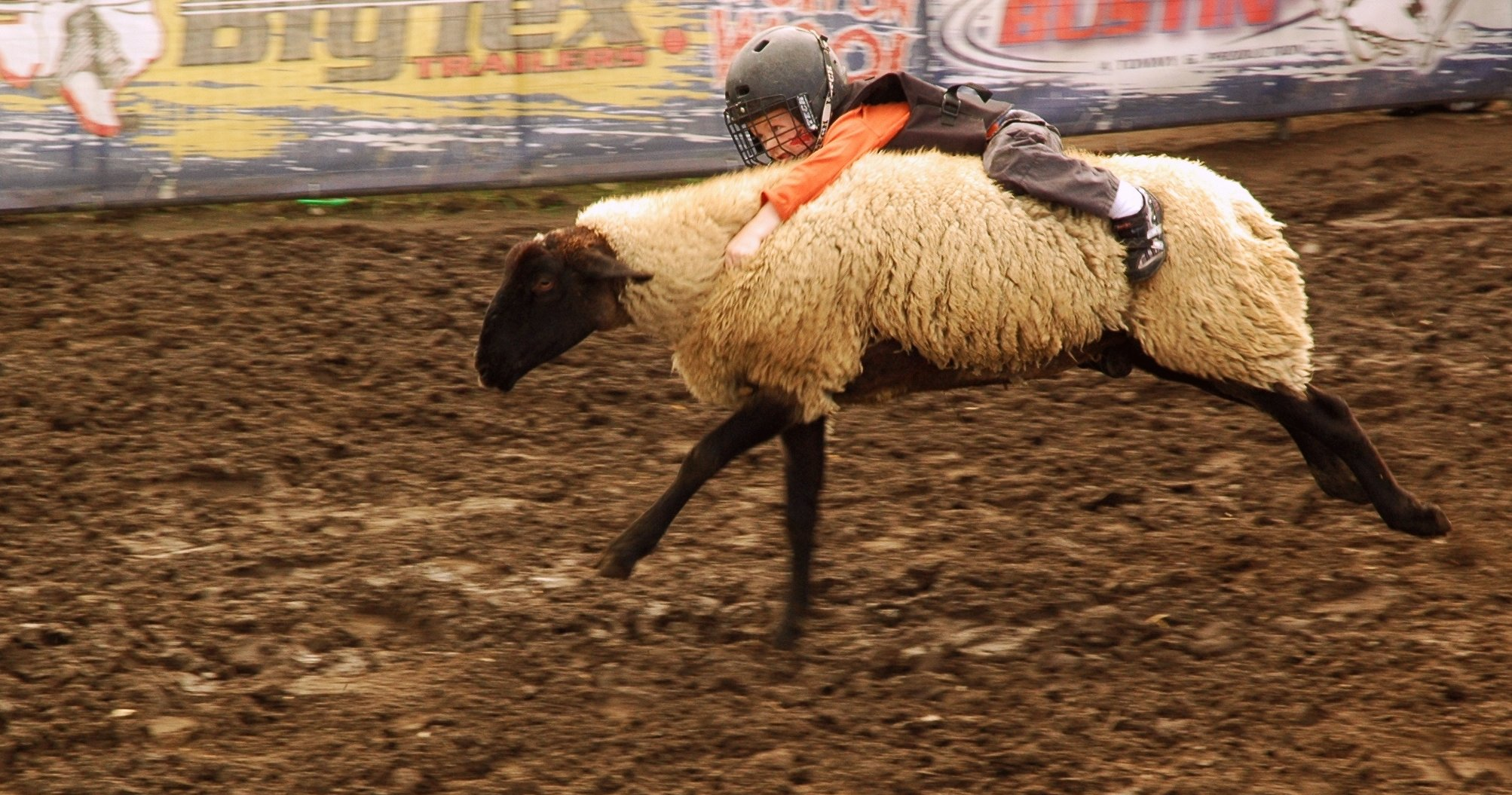
어린 페어 참가자들은 양 타기에 참여할 수 있다.

1900년 첫 페어 이후 참가자 수는 크게 증가했으며, 오늘날 이 행사는 매년 백만 명 이상의 사람들을 끌어모은다.

### 수치
- 2021년: 816,000[9]
- 2012년: 1,117,323[10]
- 2011년: 1,059,182[11]
- 2010년: 1,065,208[12]
- 2009년: 1,183,035[13]
- 2008년: 1,163,969[14]
- 2007년: 1,182,937[14]
- 2006년: 1,131,276[14]
- 2005년: 1,117,707[14]
- 2004년: 1,073,581[14]
- 2003년: 약 1,160,000[2]
- 2002년: 약 1,180,000[2]
- 2000년: 약 1,300,000[15]
- 1993년: 1,420,037 (역대 최고 참가자 수)[14]
- 1991년: 1,414,487[15]
- 1989년: 약 1,300,000[15]
- 1980~1988년: 1,100,000~1,200,000 사이[15]
- 1930년대 후반: 약 400,000[15]
- 1922년: 약 130,000[15]
- 1900년: 약 5,500가족[15]

## 같이 보기
- 퍼시픽 내셔널 익스히비션 (밴쿠버 (브리티시컬럼비아주)) - 부지가 제2차 세계 대전 중 일본인 강제 수용소로 사용됨
- 센트럴 워싱턴 스테이트 페어 (야키마) - 워싱턴주 페어의 원래 지정 위치
- 근처 스노호미시군의 에버그린 스테이트 페어 - 워싱턴 스테이트 페어의 3분의 1 크기와 참가자 수